# روماریو بارو
روماریو بارو (انگلیسی: Romário Baró؛ زادهٔ ۲۵ ژانویهٔ ۲۰۰۰) بازیکن فوتبال اهل پرتغال است.
از باشگاه‌هایی که در آن بازی کرده‌است می‌توان به باشگاه فوتبال پورتو اشاره کرد.
وی همچنین در تیم‌های ملی فوتبال زیر ۱۷ سال پرتغال و زیر ۲۱ سال پرتغال بازی کرده‌است.